# Villefavard
Villefavard – miejscowość i gmina we Francji, w regionie Nowa Akwitania, w departamencie Haute-Vienne.
Według danych na rok 1990 gminę zamieszkiwały 182 osoby, a gęstość zaludnienia wynosiła 20 osób/km² (wśród 747 gmin Limousin Villefavard plasuje się na 447. miejscu pod względem liczby ludności, natomiast pod względem powierzchni na miejscu 575.).

## Populacja

Populacja Villefavard w latach 1962–2008